# Gog (roman)
Gog este un roman satiric al scriitorului italian Giovanni Papini, apărut în anul 1931 la Florența (Italia).

## Conținutul romanului
Romanul descrie povestirile imaginare ale lui Goggins, supranumit Gog, un milionar american din Hawaii, care a făcut avere în timpul Primului Război Mondial și călătorește în jurul lumii. Gog îi predă, într-un azil, naratorului toată colecția sa de interviuri ireale. Averea lui fabuloasă i-ar fi permis să se întâlnească și să ia interviuri unor personalități ca Henry Ford, Albert Einstein, Mahatma Gandhi, Sigmund Freud, Vladimir Ilici Lenin, Thomas Alva Edison, H. G. Wells, George Bernard Shaw, James George Frazer, Knut Hamsun, Ramón Gómez de la Serna ș.a.